# Katrin Klujber
Katrin Gitta Klujber (* 21. April 1999 in Dunaújváros, Ungarn) ist eine ungarische Handballspielerin, die dem Kader der ungarischen Nationalmannschaft angehört.

## Karriere

### Im Verein
Katrin Klujber begann das Handballspielen in ihrem Geburtsort Dunaújváros. Ab 2015 lief die Linkshänderin für die Damenmannschaft von Dunaújvárosi Kohász KA in der höchsten ungarischen Spielklasse auf. Dort wurde sie hauptsächlich auf der Außenposition eingesetzt. In jeder Spielzeit nahm Klujber mit DKKA am EHF-Pokal teil, wobei sie in der Saison 2015/16 diesen Wettbewerb gewann.
Klujber wechselte im Dezember 2018 zum Ligakonkurrenten Ferencváros Budapest, bei dem sie fortan vorrangig im Rückraum spielte. Seit der Saison 2018/19 nimmt sie mit Ferencváros regelmäßig an der EHF Champions League teil, wobei sie in der Saison 2022/23 im Finale der stand. 2021 und 2024 gewann sie mit Ferencváros die ungarische Meisterschaft sowie 2022, 2023, 2024 und 2025 den ungarischen Pokal.

### In der Nationalmannschaft
Klujber nahm mit der ungarischen Jugendauswahl an der U-17-Europameisterschaft 2015 teil, bei der sie die Bronzemedaille gewann. Bei der im darauffolgenden Jahr ausgetragenen U-18-Weltmeisterschaft scheiterte sie im Viertelfinale an Norwegen. Anschließend gehörte sie dem Kader der Juniorinnennationalmannschaft an. Bei der U-19-Europameisterschaft 2017 belegte sie mit Ungarn den vierten Platz. Weiterhin wurde sie ins All-Star-Team gewählt. Da dem Finalisten Russland aufgrund eines Dopingverstoßes die Silbermedaille aberkannt wurde, erhielt Ungarn nachträglich die Bronzemedaille. Im folgenden Jahr gewann sie bei der U-20-Weltmeisterschaft die Goldmedaille.
Klujber bestritt am 24. März 2019 ihr Debüt für die ungarische A-Nationalmannschaft. Noch im selben Jahr nahm sie mit Ungarn an der Handball-Weltmeisterschaft der Frauen 2019 teil. Im Turnierverlauf erzielte sie 14 Treffer. Klujber lief für Ungarn bei der Europameisterschaft in Dänemark auf. Mit der ungarischen Auswahl nahm sie an den Olympischen Spielen in Tokio teil. Bei der Europameisterschaft 2022 wurde sie ins All-Star-Team gewählt. Bei der Weltmeisterschaft 2023, in deren Verlauf sie 35 Treffer erzielte, belegte sie mit Ungarn den zehnten Platz. Bei den Olympischen Spielen 2024 in Paris wurde sie in das All-Star-Team gewählt. Bei der Europameisterschaft 2024 gewann sie die Bronzemedaille.